# عادل بولبینه
عادل بولبینه (انگلیسی: Adil Boulbina؛ زادهٔ ۲ مهٔ ۲۰۰۳) بازیکن فوتبال اهل الجزایر است.
وی همچنین در تیم‌های ملی فوتبال زیر ۲۰ سال و زیر ۲۳ سال الجزایر بازی کرده‌است.